# Carbognano
Carbognano är en ort och kommun i provinsen Viterbo i regionen Lazio i Italien. Kommunen har 1 934 invånare (2022). Den ligger öster om kratersjön Lago di Vico, på en av sluttningarna till den vulkaniska bergskedjan Monti Cimini, 59 kilometer nordväst om Rom och 23 kilometer sydöst om staden Viterbo. 

## Historia
Samhället är omnämnt sedan början av 800-talet, då det hörde till benediktinklostret i Farfa inom den historiska regionen Sabinum. Under senmedeltiden stred Kyrkostatens företrädare, I Prefetti di Vico, mot den äldre feodala ordningens företrädare, adelssläkten Anguillara, om besittningen av trakten. 1494 överlät påve Alexander VI förvaltningen av slottslänet Carbognano till greve Orsino Migliorati-Orsini (1473–1500), conte di Bassanello, som var en avlägsen släkting. Vindstaket i Carbognanos gamla borg störtade in över honom när han var 27 år. Vid hans bortgång övergick förvaltningen till änkan Giulia Farnese. Deras dotter Laura Migliorati-Orsini ärvde förläningen efter modern 1524.